# Mátravidék

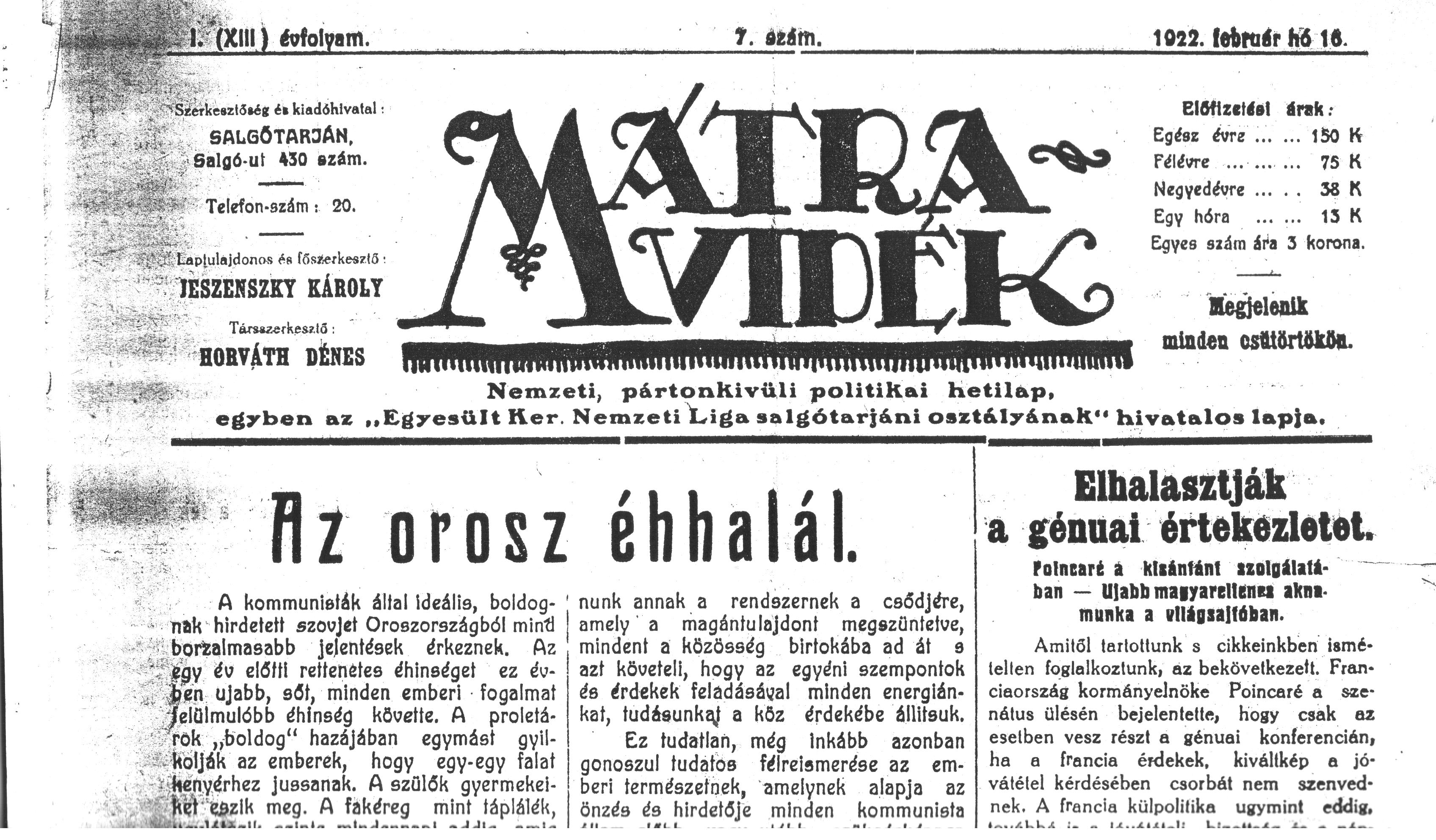
A Mátravidék című hetilap címlapja.

A Mátravidék, 1922-1923-ban Salgótarjánban megjelent politikai hetilap.
- Politikai beállítódása: "Nemzeti, pártonkívüli politikai hetilap, egyben az Egyesült Keresztény Nemzeti Liga salgótarjáni osztályának hivatalos lapja."
- Alapító, laptulajdonos és főszerkesztő: Jeszenszky Károly salgótarjáni evangélikus lelkész
- Társszerkesztő, főmunkatárs: Horváth Dénes majd Vadkerti Béla
- A megjelenés kezdete és vége: 1922. január 5. és 1923. április 19.